# Michel Berger
Michel Berger (születési neve: Michel Hamburger) (Neuilly-sur-Seine, 1947. november 28. – Ramatuelle, 1992. augusztus 2.) francia énekes, zeneszerző, zongorista, dalszövegíró, zenei szerkesztő. France Gall férje.

## Élete
1947. november 28-án született Annette Haas zongorista és Jean Hamburger orvos, esszéíró gyermekeként. Tanulmányait Párizsban, a Carnot gimnáziumban végezte. Filozófiai tanulmányai során, 21 évesen írta Jimi Hendrix utolsó két lemezéről szóló értekezését A popzene esztétikája címmel.
France Gall-lal kötött házasságából két gyermeke született: Pauline Isabelle 1978-ban és Raphael Michel 1981-ben.
1992. augusztus 2-án egy teniszezést követő szívinfarktusban hunyt el a francia riviérán, Ramatuelle-ben lévő birtokán. Párizsban, a Montmartre-i temetőben helyezték örök nyugalomra.